# بخش بریسو
بخش بریسو پارتیدو (به اسپانیایی: Partido de Berisso) یک منطقهٔ مسکونی در آرژانتین است که در استان بوئنوس آیرس واقع شده‌است. بخش بریسو پارتیدو ۱۳۵ کیلومتر مربع مساحت و ۸۰٬۰۹۲ نفر جمعیت دارد.